# おおいた元気風
『おおいた元気風』（おおいたげんきぜ）は、大分朝日放送の開局と同時に始まった大分県の広報番組。1993年10月2日から2000年3月25日まで同局で放送。

## 概要
大分放送の『おおいたYOU YOU ひろば』やテレビ大分の『ほっとはーと大分』などの他局の県広報番組とは一線を画し、観光地やうまいもの巡り・チャレンジ企画など、情報番組に近い内容であった。当初は生放送だったが、後に収録に変わった。
土曜朝の広報番組にもかかわらず、一時は視聴率が15%前後と人気があったが、『ズームイン!!サタデー』のネット開始で出演者が原田多美子と中村康人のコンビから楠元正孝と石川裕子のコンビに変更され、人気が低迷していった。
番組はその後、『なんでも大分見聞録』→『おおいた情報大辞典』に引き継がれた。

## 放送時間
- 土曜 7:30 - 8:00

## 歴代出演者
- 原田多美子（当時大分朝日放送アナウンサー）
- 中村康人（当時大分朝日放送アナウンサー）
- 楠元正孝（大分朝日放送アナウンサー）
- 石川裕子

| スタブアイコン | サブスタブ | この項目は、まだ閲覧者の調べものの参照としては役立たない、テレビ番組に関連した書きかけの項目です。この項目を加筆・訂正などしてくださる協力者を求めています（P:テレビ/PJ:放送または配信の番組）。 |